# Verband Technischer Betriebe für Film und Fernsehen
Der Verband Technischer Betriebe für Film und Fernsehen e.V. (VTFF) ist der Zusammenschluss der technisch-kreativen Serviceunternehmen für audiovisuelle Produktionen in Deutschland. Mitglieder sind die führenden Film- und Fernsehstudios, Postproduktionunternehmen (ehemals Kopierwerke), Kamera-, Bühnen- und Lichtverleiher, Außenübertragungsunternehmen (Verleiher von Übertragungswagen), VFX-Studios, Synchronisationsbetriebe und weitere Serviceanbieter.

## Geschichte
Am 14. Oktober 1949 wurde die Vorläuferorganisation Verband Filmtechnischer Betriebe e. V. (VFB) in Berlin gegründet und ist damit einer der ältesten Verbände der deutschen Filmwirtschaft. Prägende Vorstände in den Anfangsjahren waren u. a. Gyula Trebitsch (Realfilm) und August Arnold (ARRI). Der VFB hat in den 1950er Jahren einen Tarifvertrag mit der Deutschen Film-Union abgeschlossen. Zur gleichen Zeit hat er sich für die Gründung der SPIO und der Federation Européen des Industries Techniques de l’Image et du Son (FEITIS) engagiert. Außerdem setzte er sich für Bildungs- und Qualitätsrichtlinien und für Kooperationsverbindungen zwischen der Film- und Fernsehwirtschaft ein. Als Ausdruck davon benannte sich der VFB 1961 um in Verband Technischer Betriebe für Film und Fernsehen e.V. (VTFF).
In den 1960er-80er Jahren standen die Gründung der Filmförderungsanstalt, die Entwicklung der Arbeitsbeziehungen, der technischen Standards sowie der beruflichen Aus- und Weiterbildung und die Nachwuchsförderung im Vordergrund; in den 1990ern die Integration der Betriebe aus den neuen Bundesländern.
Mit der fortschreitenden Digitalisierung und Globalisierung der Kommunikationswirtschaft seit dem Jahrtausendwechsel ändern sich die Herausforderungen an die film- und fernsehtechnischen Betriebe erheblich, so dass jetzt die Verbesserung der medienpolitischen, wirtschaftlichen, rechtlichen und technischen Rahmenbedingungen im Fokus des Verbandsengagements stehen. Seit 2013 ist der VTFF ein Unternehmensverband ohne Tarifbindung, seit 2015 kooperiert er mit der Allianz Deutscher Produzenten – Film & Fernsehen.

## Aufgaben
Der Verband vertritt gemäß Satzung die Interessen der technisch-kreativen Dienstleistungsunternehmen in der audiovisuellen Produktion gegenüber der Politik, in der Film- und Medienwirtschaft und den Brancheninstitutionen. Darüber hinaus bietet er den Mitgliedern Informationen und Services in Bereichen wie Arbeitsrecht, Standardisierung oder Förderung und ein Netzwerk zum fachlichen Austausch.

## Verbandsorganisation
Seit 2014 ist Stefan Hoff (nobeo) der Vorsitzende, die weiteren Vorstandsmitglieder sind Markus Osthaus (TVN Media Group), Josef Reidinger (ARRI Media), Achim Rohnke (Bavaria Film), Marius Schwarz (Studio Babelsberg) und Christian Sommer (Trixter Film). Sie vertreten den VTFF im  Verwaltungsrat der Filmförderungsanstalt, im DFFF-Beirat, im Kuratorium der Friedrich-Wilhelm-Murnau-Stiftung und im SPIO-Präsidium.
Die Mitgliedsunternehmen finden sich in den Gruppen Außenübertragung, Rental, Studio, Postproduktion und VFX, welche die verschiedenen Branchensegmente abbilden.
Im Jahr 2013 erschien erstmals eine wissenschaftliche Untersuchung der Dienstleistungsunternehmen in der audiovisuellen Produktion.